# Mimi Brănescu
Mimi Brănescu, né le 31 mars 1974 à Lehliu (Roumanie), est un acteur roumain.

## Biographie
Depuis 2004, il joue des rôles secondaires dans des films roumains dont plusieurs sont récompensés dans des festivals (Berlin, notamment). En 2016, il interprète le rôle principal dans Sieranevada, réalisé par Cristi Puiu et sélectionné au Festival de Cannes 2016. 

## Filmographie partielle

### Comme acteur (au cinéma)
- 2004 : Un cartuș de kent și un pachet de cafea : Fiul
- 2005 : La Mort de Dante Lazarescu : Dr. Mirica
- 2006 : Alexandra : Cezar
- 2006 : Hîrtia va fi albastră : Lt. Deleanu
- 2007 : După ea : Daniel
- 2007 : Sinopsis docu-drama : Adi
- 2008 : Întâlniri încrucișate
- 2008 : Boogie : Penescu
- 2009 : Înainte și După 22/12/1989 : Mr. Petre
- 2009 : Medalia de onoare : Cornel
- 2010 : Portretul luptătorului la tinerețe : Aran Varlam
- 2010 : Marți, după Crăciun : Paul Hanganu
- 2010 : Periferic : Paul
- 2011 : Tatăl fantomă : Alex
- 2011 : Visul lui Adalbert : Bratosin
- 2013 : Mère et Fils : Policeman
- 2013 : Carmen : Puiu
- 2013 : Betoniera : Bărbatul
- 2015 : Mercredi 04:45 : The Romanian
- 2015 : Love Is a Story : Virgil
- 2015 : The Last Day : Adrian (en post-production)
- 2016 : Sieranevada : Lary

### Comme scénariste
- 2006 : Lombarzilor 8 (série TV)
- 2009 : Fetele Marinarului (série TV)
- 2013 : Las fierbinți (série TV)
- 2015 : Acasă la tata (Back Home)